# An-Najm
An-Najm "A Estrela" (do árabe: سورة النجم) é a quinquagésima terceira sura do Alcorão e tem 62 ayats.

## Análise dos ayats 1 à 12
Os primeiros dezoito versos desta sura são considerados com uma das primeiras revelações do Alcorão. Estes versos alegam a legitimidade das visões proféticas de Maomé. A sura se inicia com uma voz divina jurando que uma estrela, referência à Maomé, que está em "vossa companhia", não veio para o mal, e não falará mediante seus desejos. A passagem termina com a arfimação da validade das visões que se vêem do coração do profeta "que não mente naquilo que viu."